# Lucignano
Lucignano es una localidad italiana de la provincia de Arezzo , región de Toscana, con 3585 habitantes.

Ubicación de la ciudad de Lucignano dentro de la provincia de Arezzo.

## Evolución demográfica
| Gráfica de evolución demográfica de Lucignano entre 1861 y 2001 |
|                                                                 |
| Fuente ISTAT - elaboración gráfica de Wikipedia                 |